# Classe Francesco Caracciolo
Pour les articles homonymes, voir Francesco Caracciolo et Caracciolo.
La classe Francesco Caracciolo est une classe de quatre cuirassés de la Regia Marina commandée peu avant le début de la Première Guerre mondiale. La pose de la quille du premier, le Fransesco Caracciolo se fera en 1914, et celle des trois unités suivantes, le Cristofo Colombo, Marcantonio Colonna et le Fransesco Morosini, en 1915.
Aucun n'entrera en service en raison de difficultés d'approvisionnement en matières premières dues au déclenchement de la Première Guerre mondiale, suivi en 1915 de l'entrée en guerre de l'Italie, et seul le Francesco Caracciolo sera lancé en 1920. Après plusieurs propositions pour le transformer en porte-avions, refusées pour des raisons budgétaires, il est vendu à une entreprise de fret italienne, dans l'optique de le transformer en navire marchand. Ce projet se révélant également trop coûteux, il est finalement démoli en 1926.

## Conception
En 1913, l'amiral Paolo Emilio Thaon di Revel, est nommé à la tête de la Marine royale italienne dans un contexte de tensions géopolitiques précédant le début de la Première Guerre Mondiale en Europe. Afin de maintenir l'Italie dans la course à l'armement qui a lieu entre les principales nations industrialisées, il obtient l'autorisation de lancer un large programme de construction navale comprenant quatre cuirassés, trois croiseurs, ainsi que plusieurs autres navires de plus petite taille.
Conçus par le contre-amiral Edgarto Ferrati, les plans originaux des quatre premiers super-dreadnoughts de la Regia Marina ont pour but de concurrencer les cuirassés rapides construits par les autres États européens. Ferrati souhaitait initialement des cuirassés armés de 12 canons de 381 mm et 20 canons de 152 mm - cependant, le projet final sera plus proche de la classe Queen Elizabeth anglaise, avec respectivement 8 et 12 canons de chaque calibre. Cependant, par manque d'acier et d'autres matériaux, et à cause de la priorité données à des embarcations plus légères (destroyers, sous-marins et autres), la marine italienne est contrainte d'abandonner la construction des quatre puissants cuirassés.

### Caractéristiques
Les navires de la classe Fransesco Caracciolo doivent être longs de 201,6 m à la ligne de flottaison, et de 212 m hors-tout. Le maître-beau est de 29,6 m, et le tirant d'eau, de 9,5 m. Les cuirassés doivent avoir un déplacement de 31 400 t en charge normale, et jusqu'à 34 000 t au maximum. Ils doivent être équipés de deux mâts en tripode.
La propulsion doit être assurée par quatre turbines à vapeur Parsons et 4 arbres, basées sur 20 chaudières à mazout Yarrow, reliées à deux cheminées. Les turbines ont une puissance de 105 000 ch de puissance sur l'arbre, afin de fournir au navire une vitesse maximale de 28 nœuds (52 km/h). Avec une vitesse de croisière de 10 nœuds (19 km/h), les cuirassés doivent avoir un rayon d'action de 8 000 milles marins (14 816 km).
L'armement prévu pour le Fransesco Caracciolo et les autres navires de la classes consiste en huit canons de 381mm / 40 calibres (en), montés en quatre tourelles doubles, toutes situées sur la ligne centrale du navire en paires superposées, à l'avant et à l'arrière de la superstructure. Les munitions prévues pèsent 885 kg, tirées à une vitesse à la bouche de 700 mètres par seconde, avec une portée maximale de 19 800 mètres.
L'armement secondaire consiste en douze canons de 152/45 (en), montés en casemates symétriques sur chaque flanc du navire. Les munitions prévues pour ces canons pèsent 50 kg, et ont une vitesse à la bouche de 850 mètres par seconde.
La défense anti-aérienne est assurée par 8 canons de 102/45 (en) et une dizaine de canons de 40 mm. Les premiers tirent des obus de 13,75 kg, avec une vitesse à la bouche de 850 mètres par seconde.
Il est en outre prévu d'équiper les cuirassés de huit tubes lance-torpilles, typiques des capital ships de l'époque, qui doivent être de 450 ou 533 mm de diamètre.
Pour protection, la classe Fransesco Caracciolo est équipée d'un blindage Krupp produit par Vickers-Terni. La ceinture blindée doit être épaisse de 303 mm ; le pont, de 50 mm ; le château est doté d'une protection latérale de 400 mm, la même épaisseur que sur les tourelles principales. Les tourelles secondaires, elles, sont protégées par une armure de 220 mm.

## Construction
La construction du Fransesco Caracciolo est, dès ses origines, plus lente qu'envisagée, en raison des difficultés d'approvisionnement en acier puis de l'entrée en guerre de l'Italie en mai 1915. Afin de faire face aux autres belligérants, l'Italie tourne sa production vers des navires plus légers, notamment des destroyers et des sous-marins - en conséquence, la construction des navires de la classe est suspendue en mars 1916, alors que près de 9 000 tonnes de la coque du Fransesco Caracciolo sont déjà construits - le Cristoforo Colombo, second navire, a déjà 12,5 % de la coque d'assemblée, et 5 % des machineries d'installées lorsque les travaux sont mis en pause.
Des éléments des navires sont reconvertis pour les utiliser sur d'autres projets : deux des canons prévus pour le Cristofo Colombo sont installés sur le monitor Faà di Bruno, tandis que l'Alfredo Cappellini hérite d'une paire de canons de 381 mm construits pour le Francesco Morosini. Le Monte Santo et les quatre navires de classe Monte-Grappa reçoivent également des canons de 381 mm de rechange. Quatre autres canons de 381 mm sont reconvertis en pièces d'artillerie lourde sur voie ferrée (Cannone da 381/40 AVS), tandis que d'autres servent à renforcer l'artillerie côtière italienne.
Le travail reprend en octobre 1919, et le navire est finalement lancé le 12 mai 1920. La Regia Marina envisage la conversion du Francesco Caracciolo, dont n'existe alors que la coque, en un porte-avion Flush deck, sur le modèle du HMS Argus anglais. Cependant, la situation économique peu favorable de l'Italie après la Première Guerre mondiale, ainsi que le coût important de sa campagne de pacification en Libye mènent à un amoindrissement important du budget naval, et la reconversion est abandonnée. Le chantier naval d'Ansaldo propose la conversion du vaisseau en porte-hydravions, projet moins coûteux mais toujours considéré comme trop onéreux par la marine italienne.
Outre les difficultés budgétaires, l'état-major de la marine italienne ne parvient pas à se décider sur la direction que doit prendre la Regia Marina après la guerre : la doctrine militaire navale est déchirée entre la volonté de développer une flotte de surface traditionnelle, et celle de se diriger vers une flotte composée de porte-avions, de torpilleurs et de sous-marins serait plus appropriée. Une troisième faction, menée par l'amiral Giovanni Sechi, avance l'idée d'un compromis pour une flotte composée d'un noyau dur de cuirassés, et d'une série de porte-avions. Afin de fixer le budget pour ses nouvelles constructions, Sechi décide de réduire drastiquement le nombre de navires âgés en service, mais également d'annuler définitivement la construction des cuirassés de classe Fransesco Caracciolo.
La coque est néanmoins vendue le 25 octobre 1920 à la compagnie de transport Navigazione Generale Italiana, qui décide de convertir le cuirassé en navire marchand. Ce projet est finalement abandonné, car trop onéreux, et le navire placé dans la baie de Baiae, près de Naples.
La marine italienne envisage à nouveau de convertir le navire en porte-avions : la proposition de tonnage maximale pour l'Italie tel que prévu par le Traité naval de Washington inclut d'ailleurs le Francesco Cararcciolo converti, ainsi que deux autres porte-avions, neufs. Cependant, les difficultés budgétaires italiennes empêchent là encore le projet de se réaliser.
Le Francesco est finalement démoli en 1926 - les trois autres navires de la classe avaient déjà vu le peu construit démoli peu après la Première Guerre mondiale, et une partie des machineries du Cristofo Columbo avaient été utilisées sur le paquebot Roma.

## Unités
| Nom                  | Chantier                                    | Quille          | Lancement                           | Destin                             |
| -------------------- | ------------------------------------------- | --------------- | ----------------------------------- | ---------------------------------- |
| Francesco Caracciolo | Chantier naval, Castellammare di Stabia     | 16 octobre 1914 | 12 mai 1920                         | Rayés des listes le 2 janvier 1921 |
| Marcantonio Colonna  | Chantier naval Ansaldo, Gênes               | 3 mars 1915     | Construction suspendue en mars 1916 | Rayés des listes le 2 janvier 1921 |
| Cristoforo Columbo   | Chantier naval Odero, Gênes                 | 14 mars 1915    | Construction suspendue en mars 1916 | Rayés des listes le 2 janvier 1921 |
| Francesco Morosini   | Chantier naval des frères Orlando, Livourne | 27 juin 1915    | Construction suspendue en mars 1916 | Rayés des listes le 2 janvier 1921 |